# Marathon aux Jeux olympiques d'été de 1948
Pour un article plus général, voir Athlétisme aux Jeux olympiques d'été de 1948.
Navigation
Berlin 1936 Helsinki 1952
L'épreuve du marathon aux Jeux olympiques d'été de 1948 s'est déroulée le 7 août 1948 à Londres, au Royaume-Uni. Elle est remportée par l'Argentin Delfo Cabrera.

## Résultats
| Rang               | Athlète               | Pays            | Temps             | Notes |
| ------------------ | --------------------- | --------------- | ----------------- | ----- |
| Médaille d'or      | Delfo Cabrera         | Argentine       | 2 h 34 min 51 s 6 |       |
| Médaille d'argent  | Thomas Richards       | Grande-Bretagne | 2 h 35 min 07 s 6 |       |
| Médaille de bronze | Étienne Gailly        | Belgique        | 2 h 35 min 33 s 6 |       |
| 4                  | Johannes Coleman      | Afrique du Sud  | 2 h 36 min 06 s 0 |       |
| 5                  | Eusebio Guiñez        | Argentine       | 2 h 36 min 36 s 0 |       |
| 6                  | Syd Luyt              | Afrique du Sud  | 2 h 38 min 11 s 0 |       |
| 7                  | Gustav Östling        | Suède           | 2 h 38 min 40 s 6 |       |
| 8                  | John Systad           | Norvège         | 2 h 38 min 41 s 0 |       |
| 9                  | Alberto Sensini       | Argentine       | 2 h 39 min 30 s 0 |       |
| 10                 | Henning Larsen        | Danemark        | 2 h 41 min 22 s 0 |       |
| 11                 | Viljo Heino           | Finlande        | 2 h 41 min 32 s 0 |       |
| 12                 | Anders Melin          | Suède           | 2 h 42 min 20 s 0 |       |
| 13                 | Jussi Kurikkala       | Finlande        | 2 h 42 min 48 s 0 |       |
| 14                 | Ted Vogel             | États-Unis      | 2 h 45 min 27 s 0 |       |
| 15                 | Enrique Inostroza     | Chili           | 2 h 47 min 48 s 0 |       |
| 16                 | Lloyd Evans           | Canada          | 2 h 48 min 07 s 0 |       |
| 17                 | Gérard Côté           | Canada          | 2 h 48 min 31 s 0 |       |
| 18                 | Stylianos Kyriakides  | Grèce           | 2 h 49 min 00 s 0 |       |
| 19                 | József Kiss           | Hongrie         | 2 h 50 min 20 s 0 |       |
| 20                 | Şevki Koru            | Turquie         | 2 h 51 min 07 s 0 |       |
| 21                 | Johnny Kelley         | États-Unis      | 2 h 51 min 56 s 0 |       |
| 22                 | Kaspar Schiesser      | Suisse          | 2 h 52 min 09 s 0 |       |
| 23                 | Walter Fedorick       | Canada          | 2 h 52 min 12 s 0 |       |
| 24                 | Ollie Manninen        | États-Unis      | 2 h 56 min 49 s 0 |       |
| 25                 | Hong Jong-o           | Corée du Sud    | 2 h 56 min 54 s 0 |       |
| 26                 | Paddy Mulvihill       | Irlande         | 2 h 57 min 35 s 0 |       |
| 27                 | Suh Yun-bok           | Corée du Sud    | 2 h 59 min 36 s 0 |       |
| 28                 | Sven Håkansson        | Suède           | 3 h 00 min 09 s 0 |       |
| 29                 | Jakob Jutz            | Suisse          | 3 h 03 min 55 s 0 |       |
| 30                 | Stan Jones            | Grande-Bretagne | 3 h 09 min 16 s 0 |       |
|                    | Salvatore Constantino | Italie          |                   | DNF   |
|                    | Pierre Cousin         | France          |                   | DNF   |
|                    | Hans Frischknecht     | Suisse          |                   | DNF   |
|                    | Mikko Hietanen        | Finlande        |                   | DNF   |
|                    | Jack Holden           | Grande-Bretagne |                   | DNF   |
|                    | René Josset           | France          |                   | DNF   |
|                    | Luo Wenao             | Taïwan          |                   | DNF   |
|                    | Arsène Piesset        | France          |                   | DNF   |
|                    | Athanasios Ragazos    | Grèce           |                   | DNF   |
|                    | Chhota Singh          | Inde            |                   | DNF   |
|                    | Choi Yun-chil         | Corée du Sud    |                   | DNF   |

## Légende
Records et Performances
- AR : Record continental (area record)
- CR : Record des championnats (championship record)
- MR : Record du meeting (meet record)
- NR : Record national (national record)
- OR : Record olympique (olympic record)
- PR : Record paralympique (paralympic record)
- PB : Record personnel (personal best)
- SB : Meilleure performance personnelle de la saison (season's best)
- WL : Meilleure performance mondiale de l'année (world leader)
- WJR : Record du monde junior (world junior record)
- WR : Record du monde (world record)

Circonstances et Conditions
- DNF : N'a pas terminé (did not finish)
- DNS : N'a pas pris le départ (did not start)
- DQ : Disqualification (disqualification)
- NM : Aucun essai valable enregistré (No Mark)
- Q : Qualifié « directement » au prochain tour (ou à la prochaine compétition), lors d'une compétition majeure, grâce au classement ou à la réalisation des minima (automatic qualifier)
- q : Qualifié au prochain tour (ou à la prochaine compétition), lors d'une compétition majeure, grâce au repêchage ou à la réalisation de l'une des meilleures performances parmi celles des « non qualifiés directement » (grâce au meilleur temps ou à la meilleure distance par exemple) (secondary qualifier)